# ᵵ
ᵵ je speciálním znakem latinky, který je zajímavý tím, že v Unicode neexistuje jeho majuskule (velké písmeno). ᵵ má v Unicode kód U+1D75.
Používá se v IPA, kde značí faryngalizovanou souhlásku.